# Tyrictaca
Tyrictaca is een geslacht van vlinders uit de familie wespvlinders (Sesiidae), onderfamilie Tinthiinae.
Tyrictaca is voor het eerst wetenschappelijk beschreven door Walker in 1862. De typesoort is Tyrictaca apicalis.

## Soort
Tyrictaca omvat de volgende soort:
- Tyrictaca apicalis Walker, 1862